# Trichospermum insigne
Trichospermum insigne là một loài thực vật có hoa trong họ Cẩm quỳ. Loài này được (Baill.) Kosterm. miêu tả khoa học đầu tiên năm 1962.